# Włastnyj (1901)
Włastnyj (ros. Властный) – rosyjski niszczyciel z przełomu XIX i XX wieku, jedna z pięciu jednostek typu Foriel. Okręt został zwodowany 28 listopada 1901 roku we francuskiej stoczni Société Nouvelle des Forges et Chantiers de la Méditerranée w Hawrze, a do służby w Marynarce Wojennej Imperium Rosyjskiego został wcielony w czerwcu 1902 roku, z przydziałem do Floty Bałtyckiej. Niszczyciel został przerzucony na Daleki Wschód, gdzie wszedł w skład Eskadry Oceanu Spokojnego. Podczas wojny rosyjsko-japońskiej jednostka została internowana w chińskim porcie Czyfu. W trakcie I wojny światowej okręt początkowo służył na Dalekim Wschodzie, a następnie w Arktyce. Podczas wojny domowej został przejęty przez Brytyjczyków, a następnie sprzedany w 1921 roku.

## Projekt i budowa
„Włastnyj” był jednym z pięciu niszczycieli typu Foriel, zamówionych i zbudowanych we Francji . Okręty były ulepszoną wersją pierwszego typu francuskich niszczycieli – Durandal, z odmiennym rozmieszczeniem kominów w dwóch parach po dwa .
Okręt zbudowany został w stoczni Société Nouvelle des Forges et Chantiers de la Méditerranée w Hawrze. Stępkę jednostki położono w 1900 roku, a zwodowany został jako „Kiefal” (ros. „Кефаль”) 28 listopada 1901 roku . W marcu 1902 roku nazwę okrętu zmieniono na „Włastnyj” (ros. „Властный”) .

## Dane taktyczno-techniczne
Okręt był niewielkim, czterokominowym niszczycielem . Długość całkowita wynosiła 56,6 metra, szerokość 5,9 metra i maksymalne zanurzenie 3,02 metra . Wyporność normalna wynosiła 312 ton, a pełna 347 ton . Okręt napędzany był przez dwie pionowe maszyny parowe potrójnego rozprężania o łącznej mocy 5200 KM, do której parę dostarczały cztery kotły Normand . Dwuśrubowy układ napędowy pozwalał osiągnąć prędkość 26,5 węzła . Okręt mógł zabrać zapas węgla o maksymalnej masie 82 ton, co zapewniało zasięg wynoszący 1250 Mm przy prędkości 13 węzłów .
Uzbrojenie artyleryjskie okrętu stanowiły: umieszczone na nadbudówce dziobowej pojedyncze działo kalibru 75 mm Canet L/48 oraz pięć pojedynczych dział trzyfuntowych kalibru 47 mm Hotchkiss M1885 L/40 . Jednostka wyposażona była w dwie pojedyncze obracalne nadwodne wyrzutnie torped kalibru 381 mm, umieszczone na pokładzie za pierwszą i drugą parą kominów .
Załoga okrętu liczyła 57–59 oficerów, podoficerów i marynarzy.

## Służba

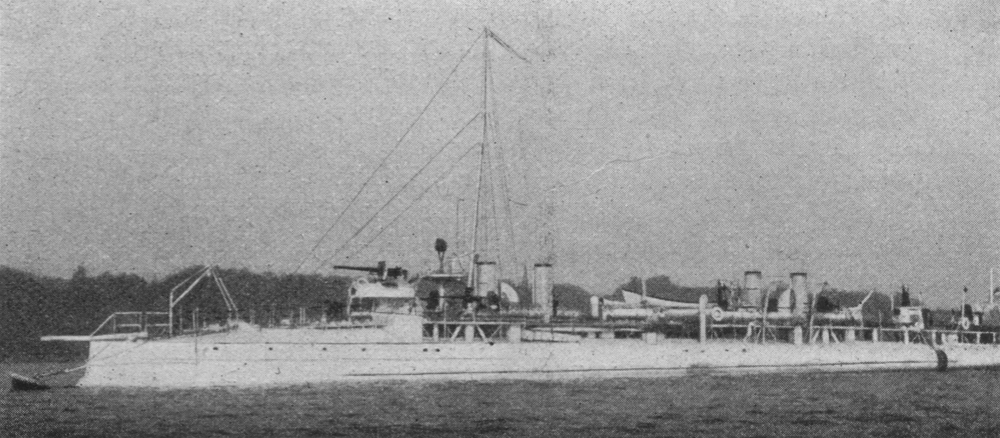
„Włastnyj” w 1902 roku w Kilonii

„Włastnyj” został wcielony do służby w Marynarce Wojennej Imperium Rosyjskiego w czerwcu 1902 roku . Jednostka weszła w skład Floty Bałtyckiej. Między 1902 a 1903 rokiem niszczyciel został przerzucony na Daleki Wschód.
W momencie wybuchu wojny rosyjsko-japońskiej jednostka wchodziła w skład 1. Flotylli Niszczycieli I Eskadry Oceanu Spokojnego, stacjonując w Port Artur. 27 stycznia?/9 lutego 1904 roku okręt wziął udział w pierwszej, nierozstrzygniętej bitwie między głównymi siłami rosyjskimi i japońskimi na redzie Port Artur. 12 lutego?/25 lutego niszczyciele „Włastnyj”, „Wynosliwyj”, „Wnimatielnyj” i „Grozowoj” udały się na patrol u południowo-zachodnich wybrzeży półwyspu Kwantung, a wracając podjęły walkę z japońskimi niszczycielami z 4 dywizjonu atakującymi patrolujące redę Port Artur niszczyciele i pancernik „Retwizan”. Rankiem 26 lutego?/10 marca „Włastnyj”, „Biesstrasznyj”, „Wynosliwyj” i „Wnimatielnyj” wzięły udział w bitwie z trzema japońskimi niszczycielami z 1. dywizjonu („Asashio”, „Kasumi” i „Akatsuki”) nieopodal półwyspu Laotieshan, uszkadzając wszystkie jednostki przeciwnika. Podczas walki „Włastnyj” wystrzelił w kierunku „Akatsuki” dwie niecelne torpedy.
28 lipca?/10 sierpnia „Włastnyj”, dowodzony przez kpt. mar. A. Kowalewskiego, wraz z większością zgromadzonych tam okrętów wyszedł z oblężonego portu, podejmując drugą próbę przedarcia się I Eskadry do Władywostoku. Doprowadziło to do bitwy na Morzu Żółtym, w wyniku której eskadra rosyjska została częściowo rozproszona, a „Włastnyj” wraz z innymi niszczycielami ochraniał przed atakami torpedowymi powracające do Port Artur główne siły floty rosyjskiej. 5 sierpnia?/18 sierpnia „Włastnyj” wraz z sześcioma innymi niszczycielami wyszedł do Zatoki Gołębiej (chiń. Jiuwan) na spotkanie transportującego żywność francuskiego statku SS „Georges”, eskortując go w drodze do Port Artur, jednak awaria maszyny parowej zmusiła okręt do przerwania zadania i powrotu do bazy. W nocy z 7 sierpnia?/20 sierpnia na 8 sierpnia?/21 sierpnia, podczas pierwszego szturmu portarturskiej twierdzy przez Japończyków, dowodzony przez kmdra por. Eugeniusza Jelisiejewa zespół niszczycieli („Włastnyj”, „Wynosliwyj”, „Bojkij”, „Silnyj”, „Raziaszczij” i „Skoryj”) został wysłany w rejon gór Laotieshan na wieść o japońskim desancie. W dzień okręt uczestniczył w odparciu szturmu, ostrzeliwując japońskie baterie. 10 sierpnia?/23 sierpnia zespół okrętów rosyjskich w składzie: pancernik „Siewastopol” i niszczyciele „Włastnyj”, „Wynosliwyj”, „Strojnyj”, „Skoryj”, „Raziaszczij”, „Smiełyj”, „Statnyj”, „Storożewoj” i „Rastoropnyj” wziął udział w ostrzale japońskich baterii polowych w zatoce Tahe, a następnie w wymianie ognia artyleryjskiego z przybyłymi na odsiecz krążownikami pancernymi „Nisshin” i „Kasuga”, wspartymi przez kilka kanonierek i niszczycieli. 28 września?/11 października „Włastnyj”, „Bditielnyj”, „Silnyj”, „Sierdityj”, „Strojnyj”, „Statnyj”, „Storożewoj”, „Smiełyj” i „Rastoropnyj” postawiły 20 min u wejścia do Zatoki Lunwantan.
Od 1 listopada?/14 listopada „Włastnyj” wspomagał kanonierkę „Otważnyj” w patrolowaniu Zatoki Biały Wilk. 9 listopada?/22 listopada niszczyciele „Włastnyj”, „Skoryj”, „Statnyj”, „Storożewoj” i „Smiełyj” wyszły w morze na bezowocne poszukiwania płynącego do Port Artur z ładunkiem żywności niemieckiego statku „Veteran”, gdyż został on trzy dni wcześniej przechwycony przez japońskie awizo „Tatsuta”. W nocy z 19 grudnia?/1 stycznia na 20 grudnia?/2 stycznia 1905 roku okręt wymknął się z oblężonego Port Artur i dopłynął do Czyfu, gdzie został internowany. Po zakończeniu działań wojennych niszczyciel został zwrócony Rosji .
W 1913 roku dokonano modernizacji uzbrojenia jednostki: zdemontowano wyrzutnie torped kal. 381 mm i wszystkie działka kal. 47 mm, instalując w zamian dwie pojedyncze wyrzutnie torped kalibru 450 mm oraz drugą armatę kalibru 75 mm Canet L/48 i sześć pojedynczych karabinów maszynowych kalibru 7,62 mm; przebudowano też mostek, instalując platformę z reflektorem . Podczas I wojny światowej początkowo bazował we Władywostoku, a w 1916 roku został przerzucony do Arktyki. W lutym 1917 roku „Włastnyj” i „Grozowoj” udały się do Wielkiej Brytanii na remont, w trakcie którego zostały przejęte przez Brytyjczyków w listopadzie 1917 roku podczas wojny domowej . Objęty przez Białych okręt został w maju 1918 roku sprzedany Brytyjczykom w rozliczeniu za węgiel, a od sierpnia służył w Royal Navy w Archangielsku . Niszczyciel powrócił na Wyspy Brytyjskie w maju 1921 roku i w tym samym roku został sprzedany do Niemiec w celu złomowania.